# トワイライト・グループ
トワイライト・グループ (Twilight Group) は、アメリカ合衆国で発売されているコミック『Buffy The Vampire Srayer Eight Season』に登場する架空の団体。

## 組織の概要
ウォッチャー・カウンシル（後見人委員会）のリーダーであるバフィー・アン・サマーズが人間でないことを理由に造られた組織。したがって組織のメンバーにはウォッチャー・カウンシルに籍を置いているメンバーもいる。。

### 誕生のきっかけ
1800年代に多数のウォッチャーが暗殺されたこと、および「選ばれし者」以降多数誕生したスレイヤーの削減が目的。

### 組織の構成
陸軍を主体とした軍事組織。

## 構成メンバー
エンジェル
またの名をトワイライト。トワイライト・グループのリーダーであるが、傀儡でもある。
エイミー・マディソン
魔女。
ウォーレン・ミアーズ
皮膚のない男。
ヴォル
アメリカ陸軍の将軍。
ロダン
ウォッチャー。ベルファスト出身の男。
ジジ
イギリスの貴族の娘。ヴァンパイア・スレイヤー。
ライリー・フィン
トワイライト・グループの幹部。実はバフィーに雇われた二重スパイ。
ウェスラー
エンジェルの相棒だった男。
ナッシュ
殺し屋。
パール
殺し屋。ナッシュの相棒。